# 伊希尼奥·莫里尼戈
伊希尼奥·尼古拉斯·莫里尼戈·马丁内斯 （西班牙語：Higinio Nicolás Morínigo Martínez，1897年1月11日—1983年1月27日），巴拉圭军人，政治家。1940年9月在何塞·费利克斯·埃斯蒂加里维亚在飞机失事中死亡后被任命为巴拉圭总统，他一直担任这一职务到1948年。

## 早年生平
莫里尼戈于1897年出生于巴拉圭巴拉瓜里的一个梅斯蒂索商人家庭。他能说流利的西班牙语和瓜拉尼语。
他毕业于军事学院，于1922年进入巴拉圭军队，期间曾参加了查科战争，1936年被任命为陆军参谋长。1936年巴拉圭二月革命期间，莫里尼戈率领一支探险队前往塞罗科拉战役遗址，找回弗朗西斯科·索拉诺·洛佩斯的遗体，从而在巴拉圭声名鹊起。总统何塞·费利克斯·埃斯蒂加里维亚本人是查科战争的英雄，也是自由党的支持者，他将莫里尼戈擢升为将军，并于1940年5月2日任命他为战争部长。
在埃斯蒂加里维亚于9月7日意外死于飞机失事后，莫里尼戈被军队和自由党的部长们选为临时总统，任期两个月直至新的总统选举。

## 独裁统治
1940年9月30日，在与总统的分歧越来越大之后，自由党的部长们退出了政府。10月16日，莫里尼戈宣布，总统选举将推迟两年进行。不久之后，他宣布了一项"纪律、等级和秩序"（disciplina, jerarquia, y orden）的政策，并表示传播颠覆性思想的人将被监禁。
11月30日，莫里尼戈解散了所有政党并在戒严状态下行使独裁权力。在宣布这些措施的午间广播讲话中莫里尼戈宣布："从这一刻起，人民和军队将接受统一的指挥。" 为了加强他的权威，1941年2月4日，莫里尼戈将有影响力的佩雷德斯上校从内政部长的职位上撤下来。1941年4月17日，他镇压了由二月革命党人发起的二月党起义。1942年4月25日莫里尼戈取缔了自由党，并指责他们与玻利维亚人密谋颠覆巴拉圭政权。莫里尼戈仅存的支持者来自红党和军队的激进分子。在他的独裁统治期间他面临着广泛的不服从情况，包括大罢工和军事叛乱，但他通过维持巴拉圭军队的忠诚而维持统治，而军队获得了国家预算的45%。
莫里尼戈依靠胡安·纳塔利科·冈萨雷斯领导的红党右翼派"红旗"作为准军事警察部队来恐吓二月党人和自由派。在此期间反对派报纸被查封，许多出版商被驱逐出境。

## 亲轴心国政策
正如在其他南美国家一样，巴拉圭社会和军官中亲纳粹和亲法西斯的氛围相当强烈。1941年加入二战后，美国试图对莫里尼戈施加一些压力以限制轴心国支持者的影响。在战争的大部分时间里，莫里尼戈让巴拉圭保持中立。
此外，令美国和英国非常不满的是，莫里尼戈拒绝对德国的经济和外交利益采取行动，直到战争的最后一刻。巴拉圭国内的军官和政府官员也公开同情轴心国。其中，巴拉圭的警察局长甚至以德国元首希特勒、日本天皇裕仁的名字给自己的儿子取名为阿道夫·裕仁。到1941年，官方报纸《国家报》已经采取了公开的亲德立场。同时，政府严格控制亲同盟国的工会，警校学员在制服上戴着纳粹标志和意大利法西斯标志。
然而，1941年12月在日本对珍珠港的袭击和德国对美国的宣战给了美国所需的筹码迫使莫里尼戈公开承诺支持同盟国的事业。莫里尼戈在1942年正式断绝了与日本等国的外交关系，并派出军队接管拉科尔梅纳等日侨移民村。尽管他直到1945年2月才对德国宣战。尽管如此，莫里尼戈在整个战争期间继续与深受德国影响的阿根廷军队保持密切关系，并为轴心国的间谍和特工提供庇护。
二战的爆发减轻了莫里尼戈统治巴拉圭的任务，同时也让军队满意，因为它刺激了对巴拉圭出口产品的需求，如肉类、皮革和棉花，提高了该国的出口收入。更重要的是，美国此时对拉丁美洲的政策使巴拉圭有资格获得重大经济援助。巴拉圭得到了美国的财政帮助，用于改善道路和其他基础设施项目。

## 1947年内战
战后，莫里尼戈仍然实施反共主义，在此期间，二月党人、自由党、巴拉圭共产党结成了同盟，巴拉圭前总统、二月党创始人拉斐尔·佛朗哥领导了叛乱，并鼓动巴拉圭军队分裂，最终演变成了一场内战。除红党以外的所有政党、部分银行家和行政人员以及80%的军官都参与了叛乱。在11个陆军师中，有4个师加入了叛军。3月8日，康塞普西翁的两个步兵师也发生了叛变，几天后，驻守于大厦谷的两个步兵师也加入了叛军。在阿尔弗雷多·斯特罗斯纳的指挥、阿根廷与美国政府的支持下，莫里尼戈重新控制局势并镇压了内战。

## 下台
1948年2月15日，莫里尼戈组织了总统选举，唯一被允许参选的候选人胡安·纳塔利科·冈萨雷斯获胜。他与冈萨雷斯达成协议，作为支持冈萨雷斯竞选总统的回报，他可以继续担任军队的总司令。为了阻止这一点发生，6月3日，费利佩·莫拉斯·洛佩斯领导的一些红党的忠实支持者发动叛乱，并将他流放到了阿根廷。最高法院首席法官胡安·曼努埃尔·弗鲁托斯宣誓就任临时总统，在莫里尼戈的最后两个月任期内任职，直到1948年8月15日冈萨雷斯正式就职。